# Инглхарт-Велцелова културна мапа света
Инглхарт–Велцелова културна мапа света је расути дијаграм који су креирали политиколози Роналд Инглхарт и Кристијан Велцел на основу Светског истраживања вредности (енгл. World Values Survey) и Европског истраживања вредности (енгл. European Values Survey). Она приказује блиско повезане културне вредности које варирају између друштава у две преовлађујуће димензије: традиционалне наспрам секуларно-рационалних вредности на вертикалној y-оси и вредности преживљавања наспрам вредности самоизражавања на хоризонталној x-оси. Померање нагоре на овој мапи одражава прелазак са традиционалних на секуларно-рационалне вредности, док померање удесно одражава прелазак са вредности преживљавања на вредности самоизражавања.
Према ауторима: „Ове две димензије објашњавају више од 70 процената међунационалне варијансе у факторској анализи десет индикатора — а свака од ових димензија је у снажној корелацији са оценама других важних оријентација.”
Вредности су повезане са економским развојем земље, најснажније са уделом производног или услужног сектора у привреди дате земље. Ипак, аутори наглашавају да друштвено-економски статус није једини фактор који одређује положај земље, већ је важан фактор и њено верско и културно-историјско наслеђе.

## Вредности
Анализа података Светског истраживања вредности коју су спровели Инглхарт и Велцел тврди да постоје две главне димензије међукултуралне варијације у свету:
1. x-оса: Вредности преживљавања наспрам вредности самоизражавања
2. y-оса: Традиционалне вредности наспрам секуларно-рационалних вредности.[2]

Мапа је дијаграм у којем су земље позициониране на основу њихових оцена за две вредности приказане на x-оси (вредности преживљавања наспрам вредности самоизражавања) и y-оси (традиционалне вредности наспрам секуларно-рационалних вредности). Мапа показује где се друштва налазе у ове две димензије. Кластери земаља одражавају њихове заједничке вредности, а не географску близину.
Традиционалне вредности наглашавају важност религије, веза између родитеља и деце, поштовање ауторитета, апсолутне стандарде и традиционалне породичне вредности. Људи који прихватају ове вредности такође одбацују развод, абортус, еутаназију и самоубиство. Друштва која прихватају ове вредности имају висок ниво националног поноса и националистички поглед на свет.
Секуларно-рационалне вредности имају супротне преференције у односу на традиционалне вредности. Друштва која прихватају ове вредности мање наглашавају религију, традиционалне породичне вредности и ауторитет. Развод, абортус, еутаназија и самоубиство сматрају се релативно прихватљивим.
Прелазак са традиционалних на секуларно-рационалне вредности Енгелбрект и Нигрен описали су као „суштински замену религије и сујеверја науком и бирократијом као основом понашања и односа ауторитета у друштву”.
Вредности преживљавања стављају нагласак на економску и физичку сигурност. Оне су повезане са релативно етноцентричним погледом на свет и ниским нивоима поверења и толеранције.
Вредности самоизражавања дају висок приоритет субјективном благостању, самоизражавању, индивидуалној слободи и квалитету живота. Неке од вредности које су чешће у друштвима која прихватају ове вредности укључују заштиту животне средине, растућу толеранцију према странцима, гејевима и лезбијкама и родну равноправност, растуће захтеве за учешћем у доношењу одлука у економском и политичком животу (аутономија и слобода од централне власти), међуљудско поверење, политичку умереност и промену у вредностима васпитања деце са нагласка на напорном раду ка машти и толеранцији.
Прелазак са вредности преживљавања на самоизражавање такође представља транзицију из индустријског у постиндустријско друштво, као и прихватање демократских вредности. Прелазак са традиционалних на секуларно-рационалне вредности има јаку корелацију (0,65) са уделом индустријског сектора у привреди земље, док прелазак са вредности преживљавања на вредности самоизражавања није повезан са величином индустријског сектора земље, али има јаку корелацију (0,73) са величином услужног сектора земље.

## Кластери
Верзија мапе из 2017. године поделила је земље у девет кластера: англофонски, латиноамерички, католичка Европа, протестантска Европа, афричко-исламски, балтички, јужноазијски, православни и конфучијански кластери. У претходним студијама, афричко-исламски кластер био је подељен на два (афрички и исламски кластер), а балтичке државе нису имале сопствени кластер.
Други предложени начин груписања друштава је према материјалном богатству, при чему се сиромашнија друштва налазе на дну обе осе, а богатија на врху.

## Анализа по државама
Од земаља западног света, Сједињене Америчке Државе спадају међу најконзервативније (као једна од најниже позиционираних земаља), заједно са високо конзервативним католичким земљама попут Ирске и Пољске. Симони закључује да „на традиционалној/секуларној димензији, Сједињене Државе се налазе далеко испод других богатих друштава, са нивоима религиозности и националног поноса упоредивим са онима у неким земљама у развоју”.
Азијска друштва су распоређена у традиционалној/секуларној димензији у два кластера, са секуларнијим конфучијанским друштвима на врху и традиционалнијим јужноазијским друштвима у центру мапе.
Русија је међу земљама које су највише оријентисане на вредности преживљавања, док је на другом крају Шведска највише рангирана на лествици самоизражавања.
Такође је утврђено да се основне културне вредности у огромној већини примењују на националном нивоу, док су прекогранична мешања релативно ретка. То важи чак и за земље са заједничком културном историјом. Поред тога, чак се и културни кластери земаља не мешају много преко граница. Ово сугерише да су нације културно значајне јединице.

## Историја
Мапа се редовно ажурира и мења упоредо са новим таласима података из Светског истраживања вредности. Различите верзије доступне су на веб-сајту Светског истраживања вредности.
Рану верзију мапе објавио је Роналд Инглхарт 1997. године, са димензијама названим „Традиционални наспрам секуларно-рационалног ауторитета” и „Преживљавање наспрам благостања”.
Инглхарт и Велцел су ревидирали ову мапу 2005. године и назвали димензије „Традиционалне наспрам секуларно-рационалних вредности” и „Преживљавање наспрам вредности самоизражавања”. Ова мапа и њена различита ажурирања се генерално називају Инглхарт–Велцелова културна мапа.
Велцел је 2013. објавио прилично другачију мапу са две блиско повезане димензије назване „Еманципаторске вредности” и „Секуларне вредности”, где еманципаторске вредности представљају главну варијаблу која стоји иза његове теорије људског оснаживања.
Друге културне мапе објавили су Шалом Шварц,
Мајкл Минков,
и Станков, Ли и Вејвер.

## Пријем
Културна мапа је генерално добро прихваћена и често се цитира или спомиње. Арно Тауш ју је 2009. описао као „једно од најпознатијих дела Инглхартове истраживачке традиције”. Слично томе, бројни научници су је назвали познатом (Нилс-Кристијан Фриче 2009, Елизабет Стаксруд 2016, Манфред Бухројтнер 2020, те Луиђи Курини и Роберт Франзезе, такође 2020). Упркос њеној популарности, неколико научника је довело у питање да ли две димензије представљају адекватне и корисне мере културних разлика. Маџима и Севиџ су 2007. године довели у питање које су мере културе најприкладније и да ли је измерена промена током времена стварна, док су Бомхоф и Гу 2012. године тврдили да ставови и вредности источне Азије нису адекватно одражени.
Прорачуни Беугелсдајка и Велцела из 2010. сугерисали су да је подела на два фактора или димензије само слабо оправдана подацима, и да би решење са једним фактором могло бити примерено. Велцел је 2013. сугерисао да се две димензије могу комбиновати у заједнички оквир људског оснаживања. Слично томе, Инглхарт 2018. налази да један фактор који комбинује културне вредности прилично добро одражава модернизацију.
Према истраживању Агнера Фога из 2020, метаанализа студија о културним разликама показује да су многе друге студије о културним разликама резултирале сличним факторима, али другачије ротираним. Уобичајена пракса ротације фактора замаглила је сличност између различитих студија са различитим оријентацијама оса на културним мапама. Неротирано решење има најјачи фактор или димензију која одговара линији од доњег левог до горњег десног угла Инглхартове и Велцелове мапе, комбинујући две димензије. Ова комбинована димензија може се тумачити као развој или модернизација. Она комбинује многе економске, технолошке, институционалне и психолошке варијабле које су случајно у снажној корелацији једна са другом. Неротирани други фактор или димензија одговара вертикалној линији на Инглхартовој и Велцеловој мапи, одражавајући посебне културне вредности источноазијских култура.
Фред Дервин, Робин Молони и Ешли Симпсон су 2020. критиковали мапу због „културног есенцијализма и потенцијалног расизма” због генерализација и поједностављења која стигматизују земље у развоју и означавају их као инфериорне у односу на претежно беле, европске, хришћанске земље.